# Sonde d'alimentation

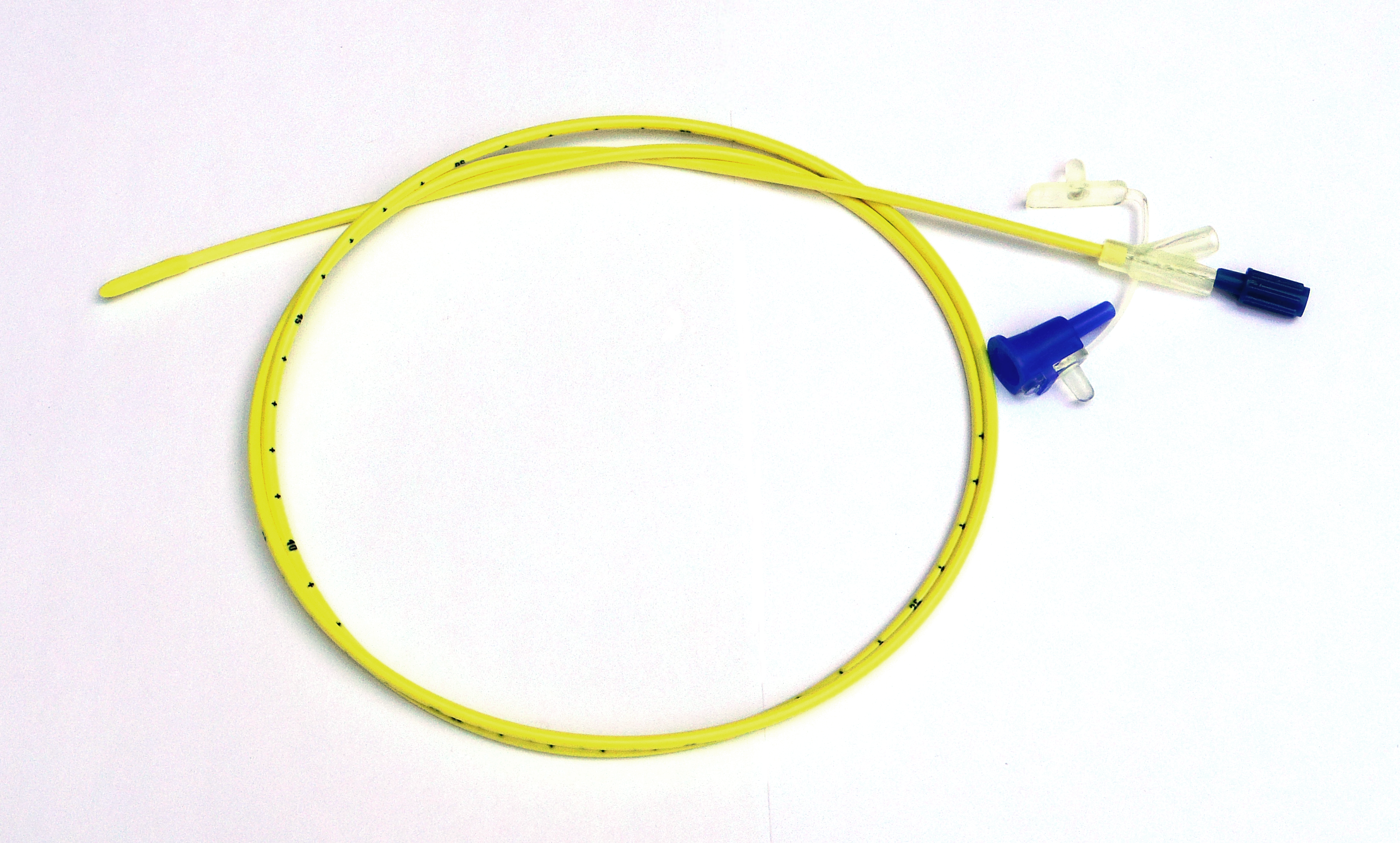
Sonde d'alimentation

Une sonde d'alimentation est un dispositif médical, utilisé pour nourrir un patient incapable de l'être normalement.
Il s'agit d'une sonde, c'est-à-dire d'un dispositif destiné à être inséré dans le corps humain sans effraction de la peau, au contact d'une cavité interne (au contraire du cathéter qui est est inséré par effraction au contact du tissu sanguin). En l'espèce, il s'agit d'un dispositif permettant l'entrée dans l'appareil digestif supérieur (estomac ou intestin grêle) d'aliments liquides ou semi-liquides. 
On distingue les sondes gastriques qui atteignent l'estomac à partir du nez (sonde naso-gastrique) ou de la bouche (sonde orogastrique) et les sondes entérales (duodénales ou jéjunales) qui atteignent le duodénum ou le jéjunum (parties de l'intestin grêle).  Dans tous les cas, la sonde passe par le pharynx puis l'œsophage. Les sondes entérales sont fréquemment lestées à leur extrémité afin de faciliter leur mise en place.
Les sones d'alimentation sont employées pour nourrir une personne sans passer par la voie buccale. Elles sont notamment utilisées pour les personnes ne pouvant déglutir, en cas d'obstacles sur l'appareil digestif supérieur (tumeur, par exemple) ou bien en cas de risques de fausse route (inhalation accidentelle de liquide alimentaire).